# Ježíši, Králi
Ježíši, Králi je česká duchovní píseň k Ježíši Kristu. Její text napsal František Žák v roce 1912, melodii složil Josef Trumpus. Nejprve vyšla v časopise Ve službách Královny, v roce 1917 byla zařazena do Družinského zpěvníčku. V jednotném kancionále, v němž má přepracovaný text, je označena číslem 707. Má sedm slok a při mši se může zpívat při vstupu, před evangeliem a při obětním průvodu. Na Slovensku je známa jako Ježišu, Kráľu neba i zeme s odlišným nápěvem od Mikuláše Schneidera-Trnavského (v Jednotném katolickém zpěvníku má číslo 498).